# Ланг, Адольф

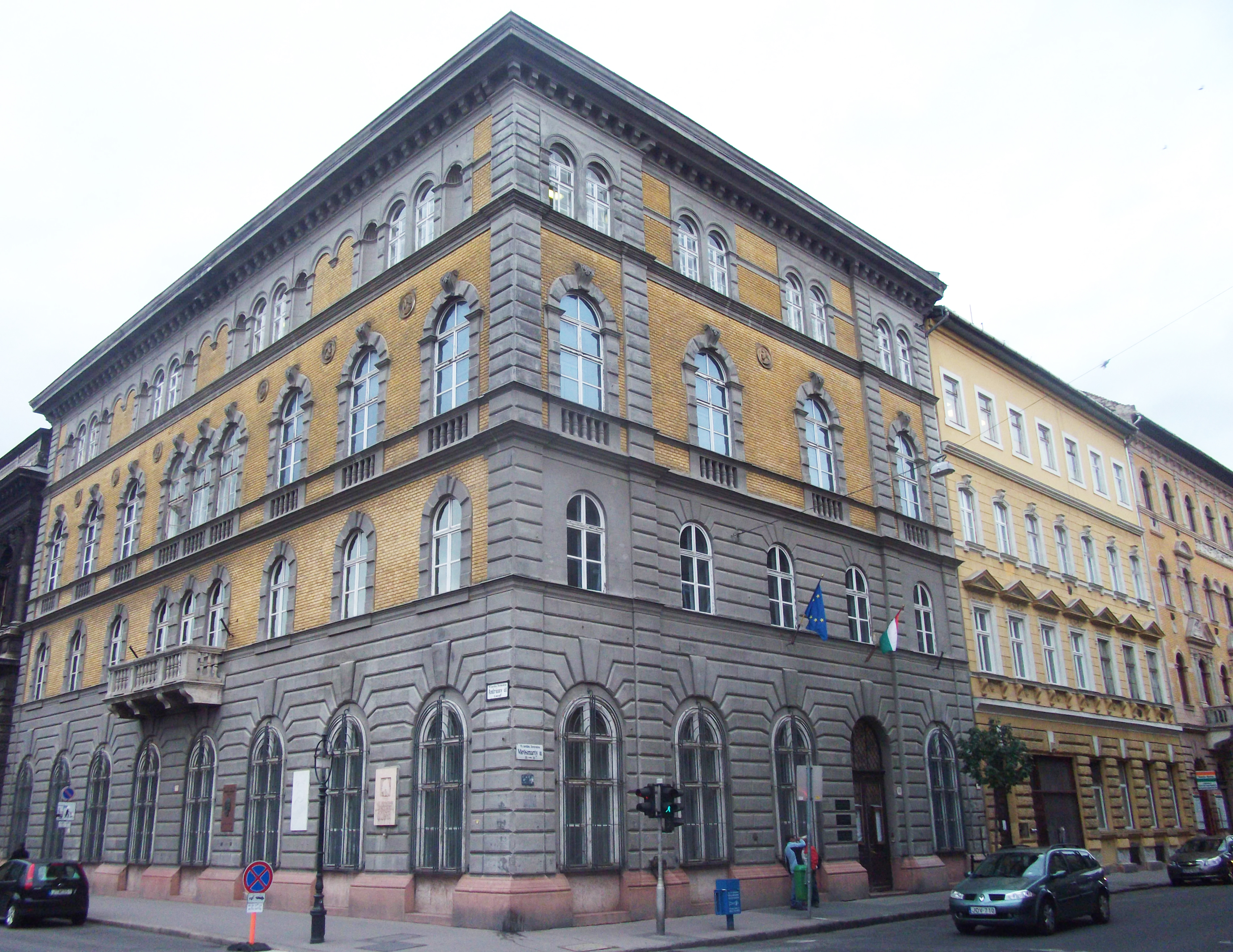
Музыкальная академия Ференца Листа

Адольф Ланг (венг. Láng Adolf; 15 июня 1848, Прага — 2 мая 1913, Вена) — венгерский архитектор.

## Биография
Адольф Ланг обучался в Венском политехническом институте, по окончании учёбы работал в бюро Генриха фон Ферстеля. С 1870 года работал в Будапеште, участвовал в проектировании проспекта Андраши и отвечал за проекты нескольких доходных домов и зданий общественного назначения, в частности, Музыкальной академии и старой художественной галереи. Впоследствии открыл в Будапеште собственное архитектурное бюро и преподавал в Будапештском университете техники и экономических наук. В 1890-е годы проекты Адольфа Ланга неоднократно побеждали в различных архитектурных конкурсах в Венгрии. В словацком Кошице по проекту Ланга возведено здание государственного театра. В 1912 году Ланг переехал в Вену, где умер спустя год в возрасте 65 лет.